# Liste der Monuments historiques in Espiet
Die Liste der Monuments historiques in Espiet führt die Monuments historiques in der französischen Gemeinde Espiet auf.

## Liste der Bauwerke
| Bezeichnung       | Beschreibung              | Standort | Kennzeichnung | Schutzstatus | Datum | Bild           |
| ----------------- | ------------------------- | -------- | ------------- | ------------ | ----- | -------------- |
| Kirche Notre-Dame | Erbaut im 12. Jahrhundert | (Lage)   | PA33000165    | Inscrit      | 2012  | weitere Bilder |
| Neue Mühle        | Erbaut im 15. Jahrhundert | (Lage)   | PA00083542    | Inscrit      | 1926  | weitere Bilder |

## Liste der Objekte
| Bezeichnung              | Beschreibung           | Standort                        | Kennzeichnung | Schutzstatus | Datum | Bild |
| ------------------------ | ---------------------- | ------------------------------- | ------------- | ------------ | ----- | ---- |
| Altar mit Retabel        | Stein, 17. Jahrhundert | in der Kirche Notre-Dame (Lage) | PM33000496    | Classé       | 1971  |      |
| Retabel des Marienaltars | Stein, 17. Jahrhundert | in der Kirche Notre-Dame (Lage) | PM33001590    | Inscrit      | 1986  |      |
| Weihwasserbecken         | Stein, 17. Jahrhundert | in der Kirche Notre-Dame (Lage) | PM33001589    | Inscrit      | 1986  |      |